# Грб Гане
Грб Гане је званични хералдички симбол афричке државе Републике Гана. Грб је усвојен 4. марта 1957. године, након одобрења британске краљице Елизабете II. Дизајнирао га је Амон Котеи.

## Опис
Грб се састоји од плавог штита, подељеног на четири поља, која су међусобно раздељена Крстом светог Ђорђа омеђеног златним рубом. У средини крста налази се златни лав са грба Уједињеног Краљевства. Он је симбол блиских односа Гане са Комонвелтом и Уједињеним Краљевством. У горњем левом пољу налази се мачета, знана под локалним именом окејаме, која се користи у домородачким обредима. Она симболизује регионалне власти у Гани. У горењем десном пољу приказан је дворац на мору, односно председничка палата у Акри на Гвинејском заливу, који симболизује националну владу. Доње лево поље приказује стабло какаоа, које утеловљује пољопривредна богатства земље. Златни рудник, у доњем десном пољу, симбол је богатства природних ресурса у Гани.
Изнад штита налази се ниска у националним бојама Гане, које се налазе и на застави. Изнад ње стоји црна петокрака звезда са златним обрубом, симбол слободе Африке. Штит придржавају два златна орла, који на повезу око врата носе црне петокраке звезде. Испод њих је трака на којој је исписано државно гесло „Freedom and Justice“ („слобода и правда“).